# БелГрад
 БМ–21А «БелГрад», также Град-1А — белорусская модернизация советской РСЗО БМ-21 «Град» от ОАО «2566 завод по ремонту радиоэлектронного вооружения».

## Создание
С обретением независимости большую часть белорусских РСЗО составляли БМ-21 «Град». В 1990-х перед командованием белорусской армии встала проблема значительного износа автомобильных шасси систем БМ-21. Решение этой проблемы было найдено в замене оригинального шасси «Урал-375Д» на шасси вновь разработанного автомобиля повышенной проходимости МАЗ-6317. Все связанные с этим работы были проведены специалистами Минского автозавода, Военной академии, Научно-технического комитета Министерства обороны и службы ракетно-артиллерийского вооружения Вооружённых Сил. В дальнейшем работа передана 2566-у заводу по ремонту радиоэлектронного вооружения.
Модернизация получила наименование БМ–21А «БелГрад» и поступила на вооружение. Первый образец представлен в 2001 году на учениях «Нёман-2001».

## Модернизация
В боевой машине расположен стеллаж для перевозки боекомплекта, что позволяет сократить количество транспортно-заряжающих машин и уменьшить время перезаряжания. Были заменены шасси УРАЛ-375 на шасси МАЗ-631705 с колёсной формулой 6×6. Радиостанцию Р-108М поменяли на радиостанцию с улучшенными характеристиками. Установлены комплект стеллажей 9Ф37 (9Ф37М) для размещения 40 (60) реактивных снарядов, коммутационные элементы для обеспечения разворота артиллерийской части на 180° с целью обеспечения заряжания изделия со стеллажей, площадка наводчика. Переустановлены буферы ограничения разворота артиллерийской части на углы 67° вправо и 180° влево от продольной оси шасси (прежний разворот – 67° вправо и 99° влево от продольной оси), а также корпус ручного привода (разворот вверх на 120°) для обеспечения перевода в боевое положение доработанного кронштейна. Машина оборудована гидравлическими домкратами, обеспечивающими горизонтирование и стабилизацию артиллерийской части в боевом положении.

## На вооружении
- Беларусь[5]
- Туркменистан[3]